# Norwegian Epic
El Norwegian Epic es un buque de cruceros  de la naviera Norwegian Cruise Line construido dentro del Proyecto F3 de dicha empresa por los astilleros STX Europa Chantiers de l'Atlantique en Saint-Nazaire (Francia). Cuando fue construido era el tercer barco de crucero más grande del mundo.
Dos barcos de esta clase Epic fueron pedidos por NCL en noviembre de 2006, con una opción para un tercer barco que no fue ejercitada. Una disputa entre NCL y STX tuvo como resultado la suspensión de la construcción de ambos barcos hasta nuevo acuerdo. La construcción del segundo barco fue cancelada en 2008. El único barco restante único, Norwegian Epic, fue entregado a NCL el 17 de junio de 2010.
Tras ser completado y aceptado, el Epic navegó por vez primera el jueves 24 de junio de 2010 desde Southampton a Nueva York.

## Descripción
El Norwegian Epic es el buque más grande de la naviera NCL, con más de 155,873 toneladas de registro bruto. El Norwegian Epic representa la "tercera generación" de cruceros Freestyle y su tamaño permite a NCL disponer de un barco que está en la "mega-clase" de sus competidores, Royal Caribbean International y Carnival Cruise Lines, aunque sigue siendo un 32% más pequeño en tonelaje bruto que los Oasis of the Seas y Allure of the Seas de Royal Caribbean, los buques de pasajeros más grandes y largos del mundo.
El Epic  tiene de 4.100 camas para pasajeros, con balcones en todas las cabinas exteriores. Los camarotes cuentan con paredes curvas, aseo y ducha con puerta de cristal, y un pequeño fregadero en el camarote. Introdujo camarotes individuales interiores de 100 pies cuadrados, así como una "Sala de estar" compartida para conocer a otros pasajeros. NCL ha declarado que esta nave tiene un 60% más de espacio para los pasajeros que los buques mayores que poseía antes de 2010.
El parque acuático del Norwegian Epic  tiene el único tobogán de tubo y bol a bordo de un barco. El barco también tiene una pared de escalada y dos pistas de bolos de tres carriles. También tiene un bar de hielo a -8 °C.

## Concepto y construcción
El Norwegian Epic es accionado por una planta motriz diésel-eléctrica, con seis motores MaK de largo recorrido con un total de 79,8 MW para la propulsión del barco y suministro de electricidad a bordo. La energía eléctrica generada impulsa motores de inducción de alto par que hacen girar dos hélices convencionales (no azimut).

## Itinerarios de crucero
El Epic estuvo basado originalmente en Miami (Florida, Estados Unidos), navegando cruceros de siete noches por el Caribe Occidental. En 2013 y 2014, la nave pasó los inviernos en Miami, navegando por el Caribe de octubre a abril. Después fue transferido a Europa para hacer itinerarios de entre 2 y 7 días durante los meses de abril a octubre. El crucero de 7 días sale de Barcelona, Roma o Marsella.
En abril de 2015 el Epic estableció su base en Barcelona durante todo el año.
En noviembre de 2016 el Norwegian Epic tiene previsto regresar al Caribe, esta vez con base en Puerto Cañaveral (cerca de Orlando), alternando principalmente cruceros de 7 días entre el Caribe oriental y el occidental. Regresará a Barcelona a finales de marzo de 2017.

## Galería

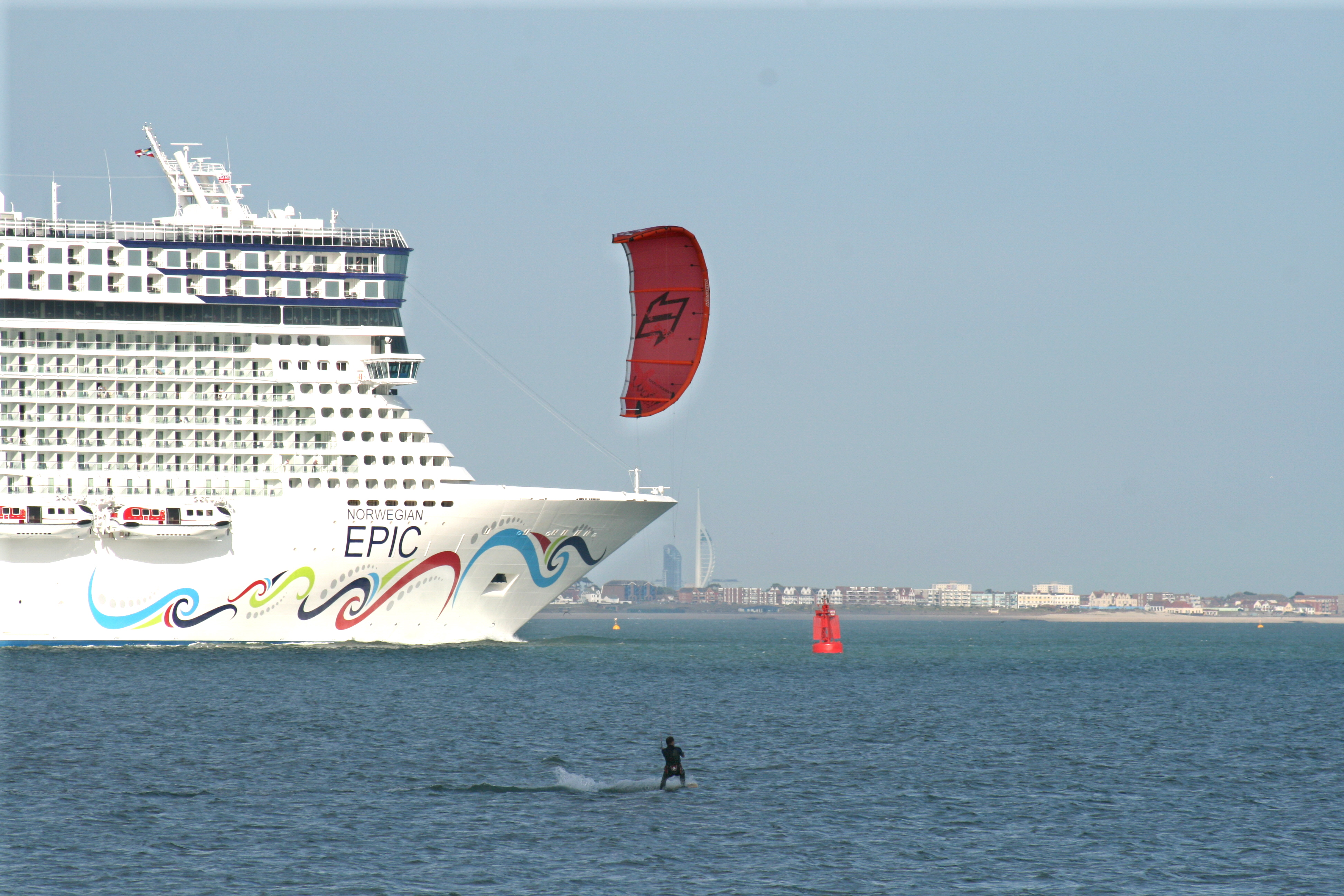
Arco de Arte en el Norwegian Epic en su viaje inaugural.
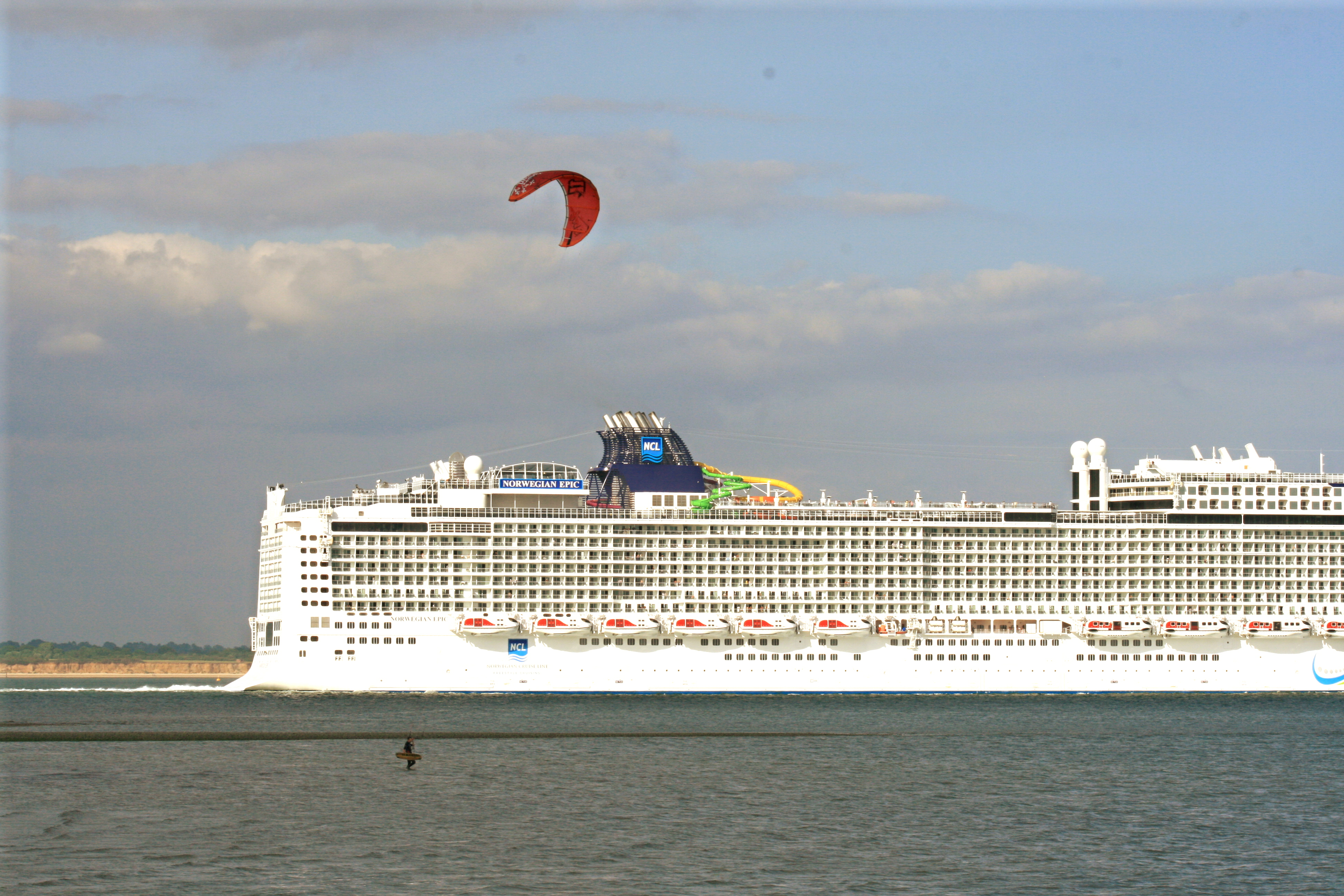
El parque acuático.
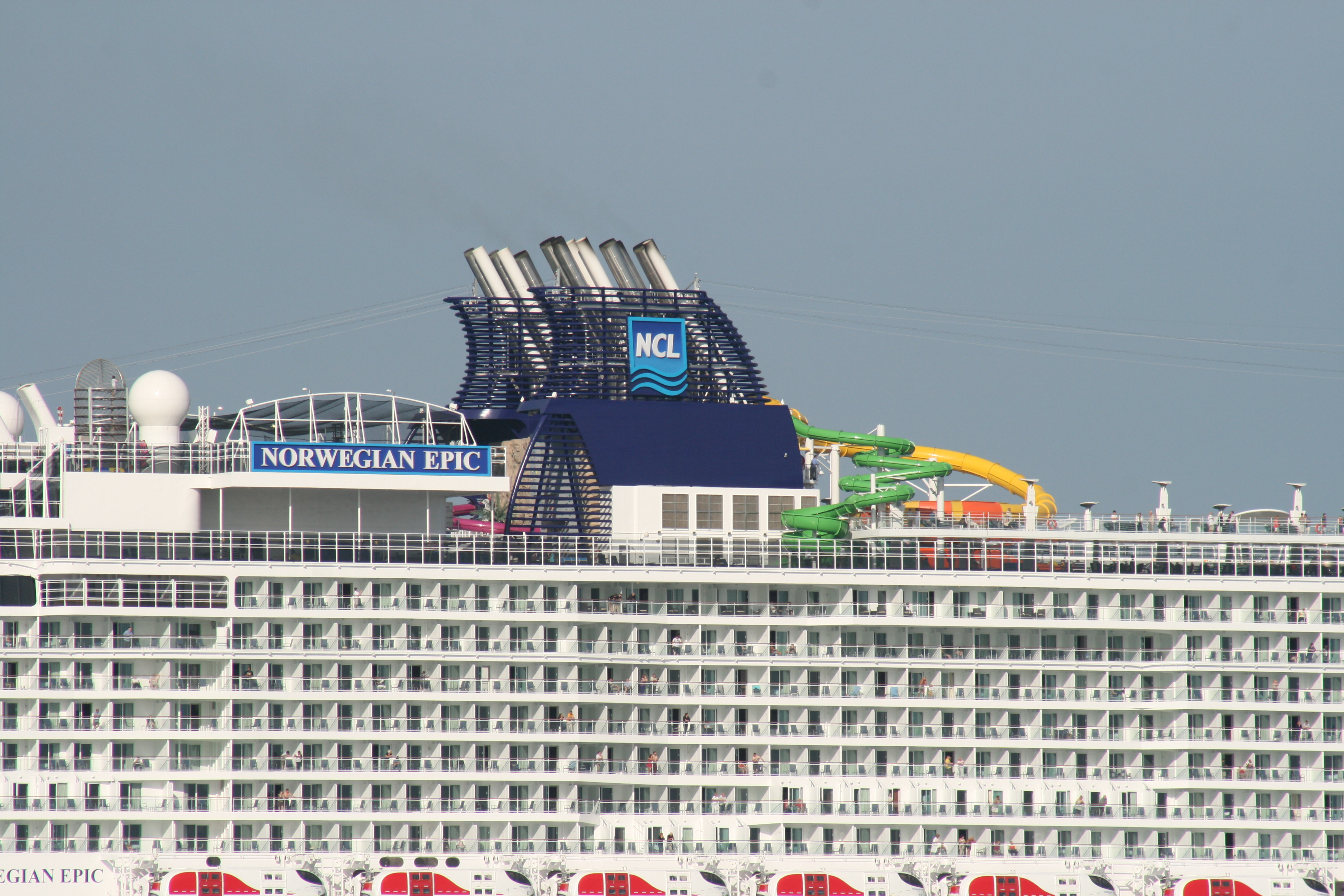
Toboganes de agua.
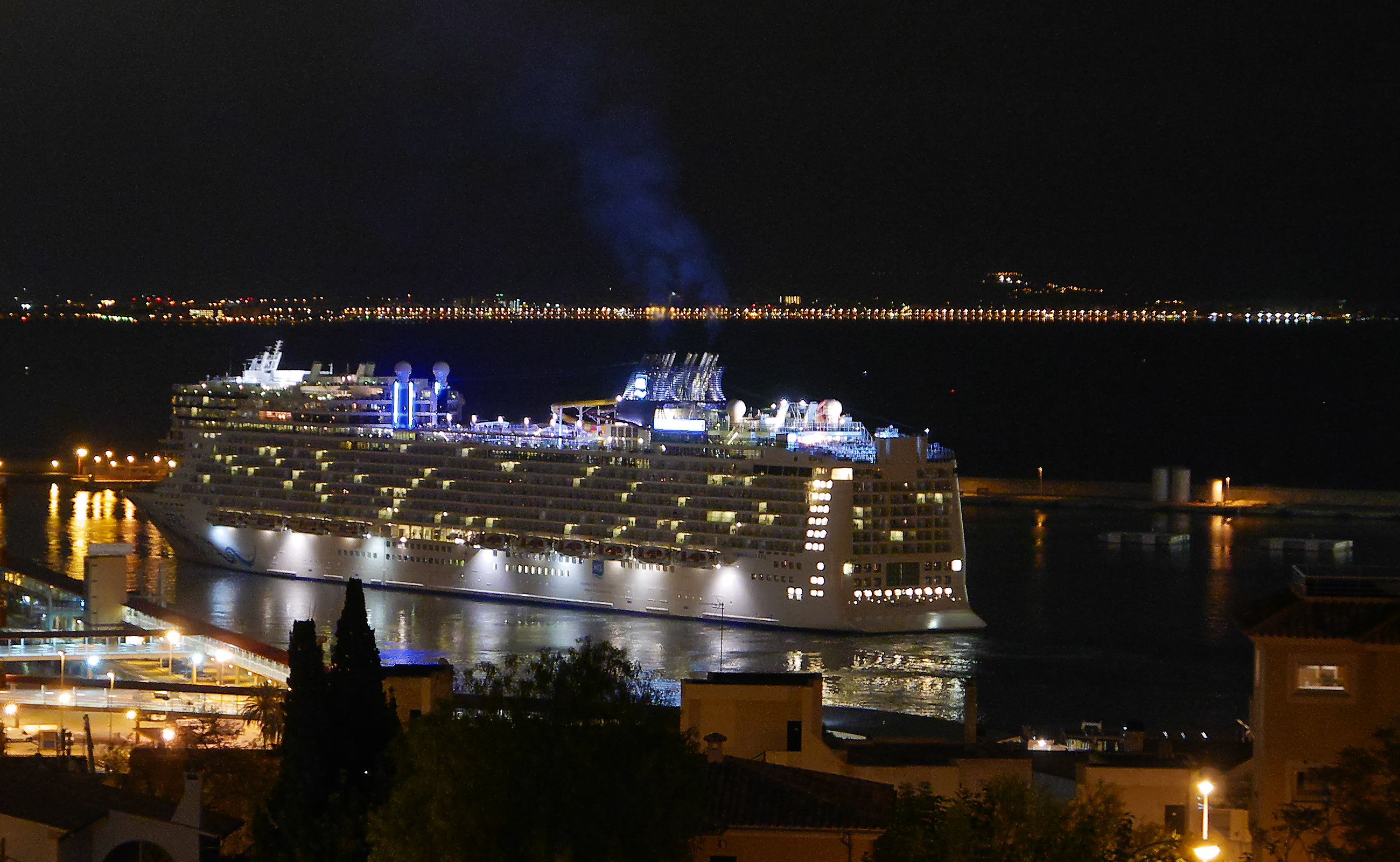
Salida por la tarde desde Palma de Mallorca, noviembre de 2015
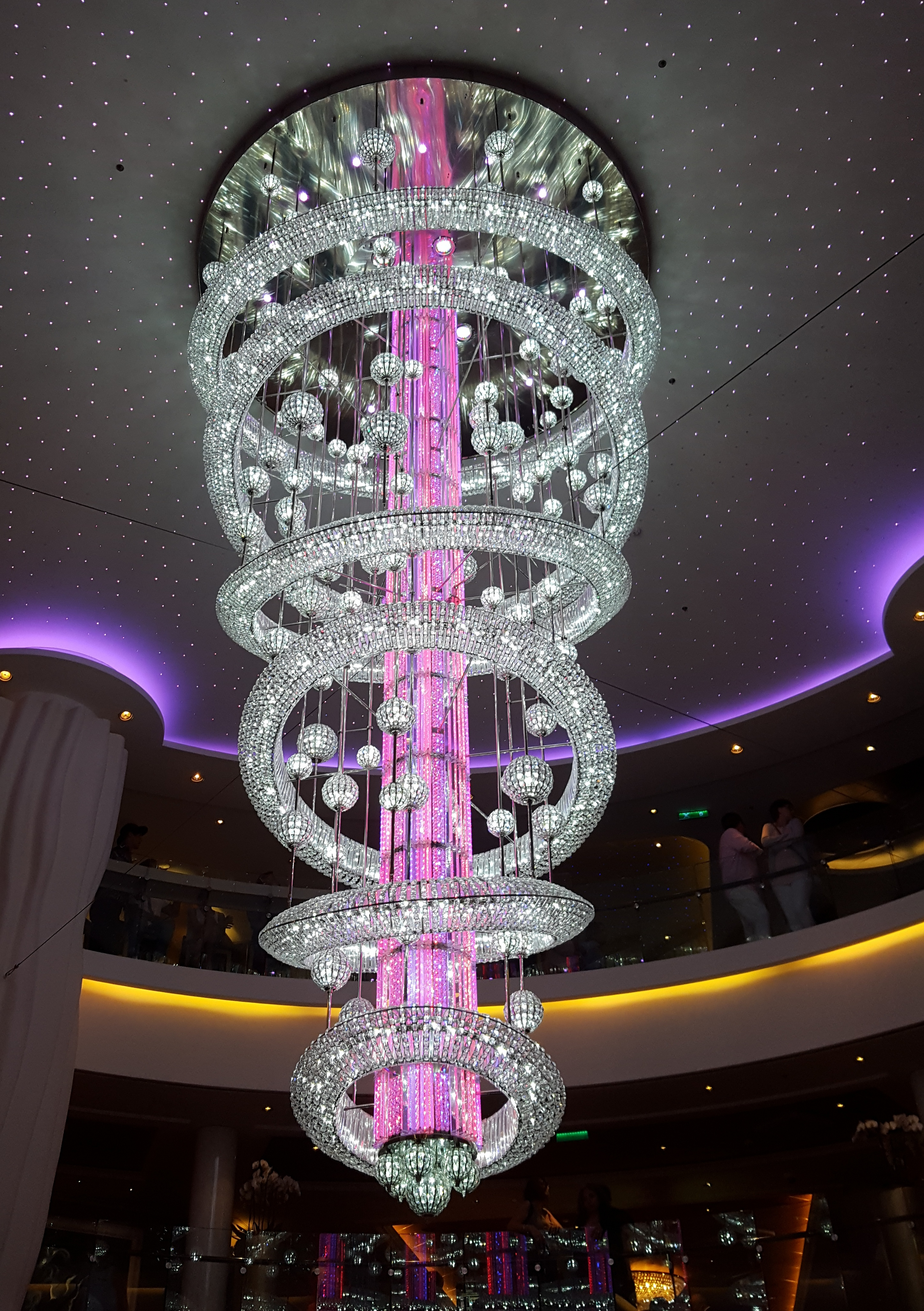
Lámpara en uno de los restaurantes a bordo.
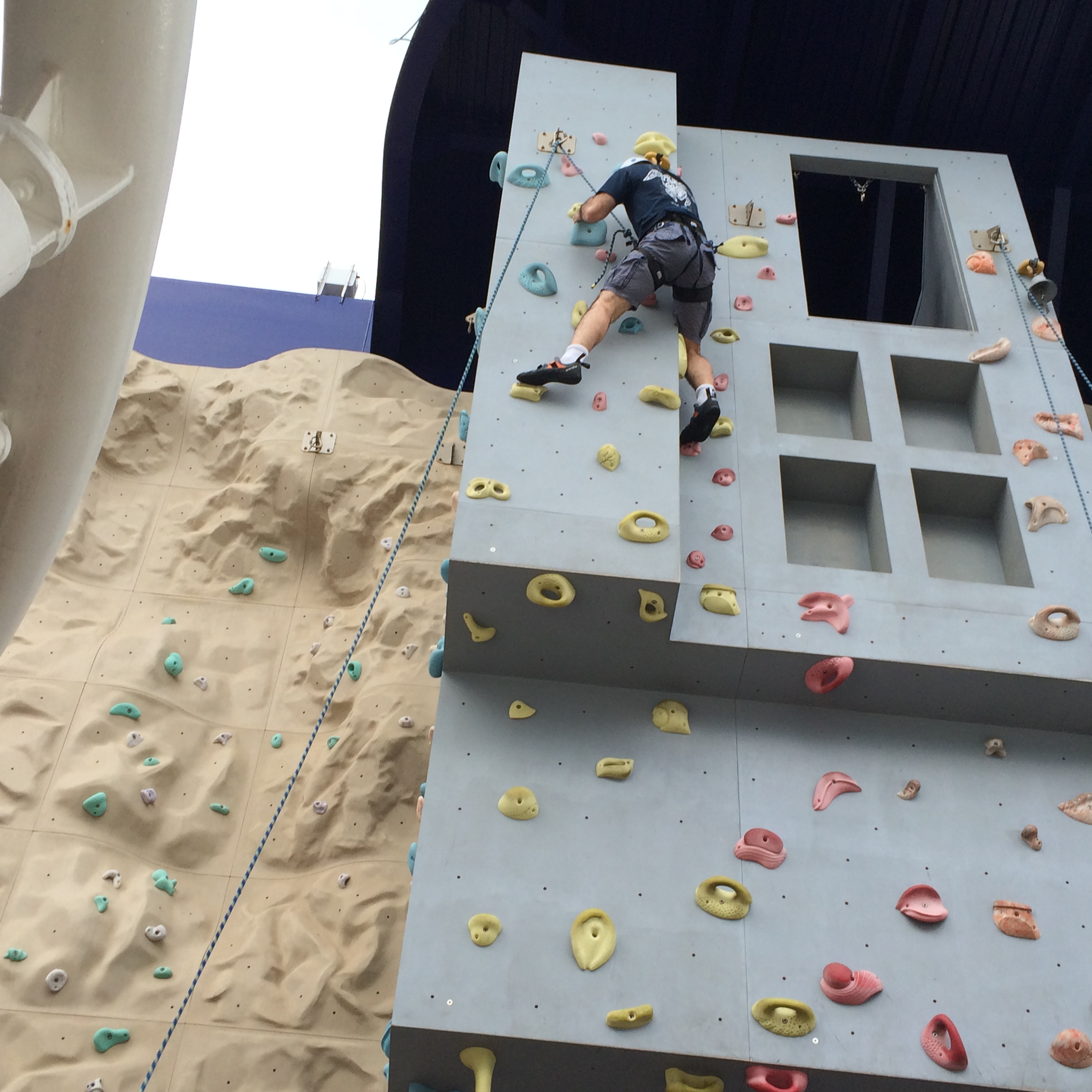
Muro de escalada en cubierta.